# Інгрід-Ланнмарк Тандреволл
Інгрід-Ланнмарк Тандреволл (норв. Ingrid Landmark Tandrevold; нар. 23 вересня 1996, Берум, Норвегія) — норвезька біатлоністка, триразова чемпіонка, призерка чемпіонатів світу.
Першу перемогу на етапах кубка світу Тандреволл здобула у шведському Естерсунді на першому етапі сезону 2016-17 у змішаній естафеті.
Три золоті медалі Тандреволл завоювала в складі збірної Норвегії в естафетах.
За підсумками сезону 2020/21 років Тандреволл здобула малий кришталевий глобус у заліку масстартів.

## Статистика кубка світу
У таблиці наведено статистику виступів біатлоніста в Кубку світу.
- Місця 1–3: кількість подіумів
- Чільна 10: кількість фінішів у першій десятці
- В очках: кількість виступів, на яких біатлоніст здобував очки
- Старти: кількість стартів
- Естафета: включно зі змішаною

| Місця                    | Індивід. | Спринт | Персьют | Мас-старт | Естафета | Разом |
| ------------------------ | -------- | ------ | ------- | --------- | -------- | ----- |
| 1                        |          |        |         |           | 1        | 1     |
| 2                        |          |        |         | 1         | 1        | 2     |
| 3                        |          |        |         |           |          |       |
| Чільна 10                |          | 1      |         | 2         | 8        | 11    |
| В очках                  | 3        | 10     | 9       | 2         | 11       | 35    |
| Стартів                  | 4        | 14     | 12      | 2         | 11       | 43    |
| Станом на: 21 січня 2019 |          |        |         |           |          |       |